# Skunha
Skunha, Skunksa ali Skuka je bil kralj skitskega ljudstva Sakā tigraxaudā  - Saki z visokimi pokrivali. Leta 519 pr. n. št. je perzijski ahemenidski kralj Darej I. napadel Sake in ujel njihovega kralja. Ujeti kralj je upodobljen na reliefnem Behistunskem napisu v vrsti ujetih poraženih kraljev. Darej je po porazu Skunho zamenjal s poglavarjem nekega drugega plemena.